# مؤسسة الإغاثة الإنسانية
مؤسسة الإغاثة الإنسانية (بالإنجليزية: Human Relief Foundation)‏ هي مؤسسة خيرية انشأتها المملكة المتحدة في عام 1991. منذ الحرب الأخيرة على العراق (2003)، أولت مؤسسة الإغاثة الإنسانية اهتماماً بالدورات التدريبية للأطباء. أرسلت عددا كبيرا من الطواقم الطبية من المملكة المتحدة لتساعد في تدريب الأطباء العراقيين على مواضيع مختلفة. تعتقد مؤسسة الإغاثة أن الحاجة لأطباء مؤهلين في العراق في تزايد وذلك نتيجة للأوضاع المتدهورة. ولذلك فهي تسعى لتدريب 5,000 طبيب خلال السنوات القادمة، وتأمل أن يبقوها محدثة بأحدث المعارف الطبية المتاحة.
تستجيب مؤسسة الإغاثة الإنسانية لحالات الطوارئ من خلال تأمين المساعدات للمناطق المتضررة في أجزاء مختلفة من العالم، وتحاول الحد من الخسائر الكبيرة التي تسببها هذه الكوارث. كانت مؤسسة الإغاثة الإنسانية إحدى المؤسسات الخيرية في المملكة المتحدة التي شاركت بجمع تبرعات وصلت إلى 500,000 جنيه إسترليني كاستجابة على الزلزال الذي حدث في سيرلانكا عام 2004.
تعمل مؤسسة الإغاثة الإنسانية على تحسين مستويات المعيشة للأشخاص المحتاجين من خلال إعداد مجموعة من البرامج التنموية، وفقاً لصحيفة التايمز، قال مدير مؤسسة الإغاثة الإنسانية نبيل رمضاني، أن هذه المؤسسة قد ساعدت اللاجئين الفلسطينيين في كل من لبنان والأردن بالرغم من عدم وجود مكتب لهل في فلسطين.

## وصلات إضافية
- www.hrf.org.uk Human Relief Foundation WorldWide
- Charity Commission. مؤسسة الإغاثة الإنسانية, registered charity no. 1126281.